# Colletes cinerascens
Colletes cinerascens är en biart som beskrevs av Ferdinand Morawitz 1894.
Colletes cinerascens ingår i släktet sidenbin och familjen korttungebin. Inga underarter finns listade i Catalogue of Life.